# Observatori W. M. Keck
L'observatori W. M. Keck és un observatori astronòmic situat a una altitud de 4.145 msnm prop del cim del Mauna Kea a Hawaii. Té dos telescopis els miralls principals dels quals fan 10 m de diàmetre, i són els segons telescopis òptics més grans del món, lleugerament per sota del Gran Telescopi Canàries. Els telescopis poden operar junts per a formar un únic interferòmetre astronòmic.

## Resum

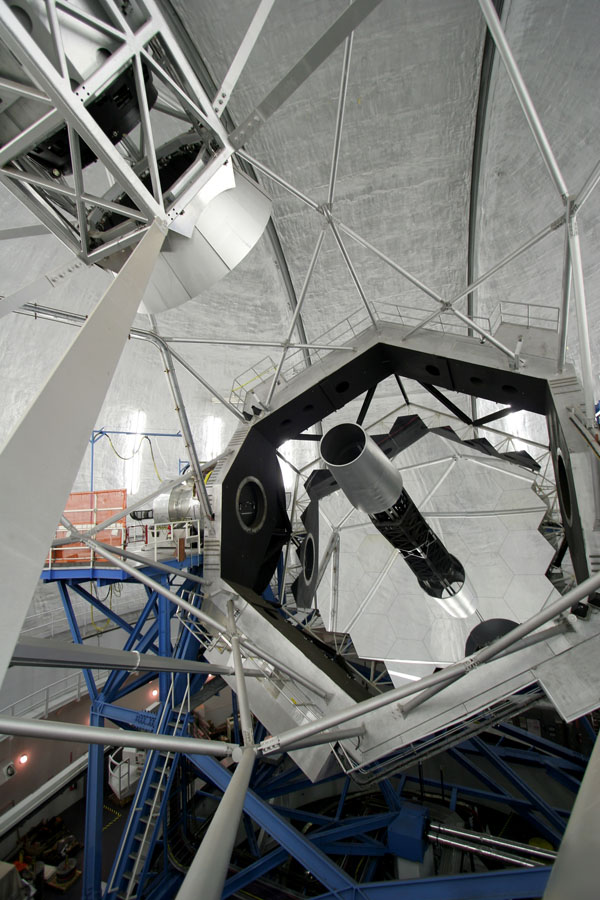
El Telescopi Keck II mostrant el mirall primari segmentat

El 1985, Howard B. Keck de la W. M. Keck Foundation va donar $70 milions per finançar el disseny i la construcció del Telescopi Keck I. L'avanç clau que va permetre la construcció dels grans telescopis del Keck va ser la capacitat per operar segments de miralls més petits com un sol mirall, contigus. En el cas del Keck cada un dels miralls primaris es componen de 36 segments hexagonals que treballen junts com una sola unitat. Els miralls es van fer a partir ceràmica de vidre de zerodur per l'empresa alemanya Schott AG. Al telescopi, cada segment es manté estable per un sistema d'òptica activa, que utilitza les estructures de suport extremadament rígids en combinació amb arnesos deformacions ajustables. Durant l'observació, un sistema controlat per ordinador a través dels sensors i actuadors ajusten la posició de cada segment, en relació amb els seus miralls veïns, amb una precisió de quatre nanòmetres. Aquest ajust de dues vegades per segon compta l'efecte de la gravetat del moviment del telescopi, a més d'altres efectes ambientals que poden afectar la forma del mirall.
Cada telescopi Keck s'ajeu sobre una montura altazimutal. Durant la fase de disseny, l'anàlisi informàtic va determinar que aquest estil de muntatge proporciona la major resistència i rigidesa per la menor quantitat d'acer, que ascendeix a aproximadament 270 tones per telescopi. El pes de cada telescopi és de 300 tones.
Els telescopis estan equipats amb una sèrie d'instruments tant de càmeres i espectròmetres que permeten observacions en gran part de l'espectre visible i l'infraroig proper.

## Instruments
DEIMOS(The Deep Extragalactic Imaging Multi-Object Spectrograph) L'espectrògraf multi-objecte extragal·làctic profund d'imatges és capaç de reunir espectres de 130 galàxies o més en una sola exposició. En el mode 'Mega Màscara', el DEIMOS pot prendre espectres de més de 1.200 objectes alhora, usant un filtre especial de banda estreta.
HIRES(High Resolution Echelle Spectrometer) Té la major i més complexa mecànica dels instruments principals del Keck, l'espectròmetre d'alta resolució Echelle trenca la llum estel·lar entrant en els seus components de colors per mesurar la intensitat exacta de cadascun dels milers de canals de color. Les seves capacitats espectrals han donat lloc a molts descobriments revolucionaris, com la detecció de planetes fora del nostre sistema solar i l'evidència directa d'un model de la teoria del big-bang. Aquest instrument ha detectat més planetes extrasolars que qualsevol altre al món. La precisió de velocitat radial és de fins a un metre per segon (1,0 m/s) El límit de detecció de l'instrument a 1 AU és de 0,2 MJ
LRIS(The Low Resolution Imaging Spectrograph) L'espectrògraf d'imatges de baixa resolució és un instrument de llum feble, capaç de prendre espectres i imatges dels objectes més distants coneguts en l'univers. L'instrument està equipat amb un braç vermell i un braç blau per explorar les poblacions estel·lars de galàxies llunyanes, nuclis actius de galàxies, cúmuls galàctics i quàsars.
NIRCLa càmera infraroja propera del telescopi Keck I és tan sensible que podria detectar l'equivalent d'una sola flama de vela a la Lluna. Aquesta sensibilitat el fa ideal per als estudis ultra profunds de la formació i evolució galàctica, la recerca de proto-galàxies i les imatges dels ambients d'un quàsar. Ha proporcionat estudis pioners del centre galàctic, i també s'utilitza per estudiar els discs protoplanetàris i regions de formació estel·lar de gran massa.
NIRC-2La segona generació de la càmera d'infrarojos funciona amb el sistema d'òptica adaptativa del Keck per produir imatges d'alta resolució des de Terra i l'espectroscòpia en el rang d'1-5 micres. Programes típics inclouen el mapatge de característiques de la superfície de cossos del sistema solar, la cerca de planetes al voltant d'altres estels, i l'anàlisi de la morfologia de les galàxies llunyanes.
NIRSPEC(Near Infrared Spectrometer) L'espectròmetre d'infraroig proper estudia el molt alt corriment roent de radiogalàxies, el moviment i els tipus d'estels situats prop del centre galàctic, la naturalesa de les nanes marrons, les regions nuclears de les galàxies amb pols i esclat estel·lar, els nuclis galàctics actius, la química interestel·lar, la física estel·lar, i la ciència del sistema solar.
OSIRIS(The OH-Suppressing Infrared Imaging Spectrograph) L'espectrògraf supresor d'OH d'imatges per infrarojos és un espectrògraf d'infraroig proper per a l'ús amb el sistema d'òptica adaptativa del Keck II. L'OSIRIS pren espectres en un petit camp de visió per proporcionar una sèrie d'imatges a diferents longituds d'ona. L'instrument permet als astrònoms ignorar longituds d'ona, en la qual l'atmosfera de la Terra brilla a causa de les emissions de molècules d'OH (hidroxil), cosa que li permet la detecció d'objectes 10 vegades més febles que les disponibles anteriorment.
Tots dos telescopis Keck estan equipats amb òptica adaptiva, que compensa l'efecte borrós causa de la turbulència atmosfèrica. El primer sistema AO operacional en un telescopi gran, l'equip ha estat constantment actualitzat per ampliar la capacitat. Només el telescopi Keck II en l'actualitat compta amb un làser guia d'estrelles disponible per al seu ús amb el sistema d'AO. No obstant això, es va instal·lar un làser de 40 watts al Keck I, que tenia llum per primera vegada el març de 2011. La posada en marxa va ser completada a finals de 2011, quan es va unir el Keck II per realitzar Làser Guiat per Estrella amb Òptica Adaptativa.
A més, els telescopis Keck I i Keck II poden treballar junts com l'interferòmetre Keck. La separació de 85 metres entre els dos telescopis els dona la resolució angular efectiva en una direcció d'un mirall de 85 m. Al llarg d'aquest eix, l'interferòmetre Keck té una resolució espacial de 5 mil·lisegons d'arc (mas) a 2,2 µm, i 24 mas a 10 µm. En la seva configuració més sensible, l'interferòmetre arribaria al K=21 i N=10 mag en 1000 segons d'integració (SNR = 10 per referència). L'interferòmetre té diversos instruments importants, permetent una gran varietat de tipus d'observació. La manca de telescopis estabilitzadors addicionals fa que l'interferòmetre Keck sigui inadequat per imatge interferomètrica, així que el treball s'ha concentrat en interferometria d'anul·lació i mesures de diàmetres angulars en el seu lloc. Al setembre de 2005, l'interferòmetre Keck ha demostrat la interferometria d'anul·lació, per primera vegada, amb una profunditat modesta nul·la de 100 vegades.
L'Observatori Keck és manejat pel California Association for Research in Astronomy, una organització sense ànim de lucre de 501(c)(3) que la junta directiva inclou representants de Caltech i la Universitat de Califòrnia. La construcció dels telescopis va ser possible gràcies a donacions privades per un total de més de $140 milions aportats pel W. M. Keck Foundation. La National Aeronautics and Space Administration (NASA) es va unir a l'associació l'octubre de 1996, en el moment que Keck II va començar les observacions. El telescopi Keck I va començar les seves observacions al maig de 1993.
La disponibilitat del telescopi s'assigna per les institucions associades. Caltech, la University of Hawaii System, i la University of California accepten les propostes dels seus propis investigadors. La NASA accepta propostes d'investigadors dels Estats Units, mentre que el National Optical Astronomy Observatory (NOAO) accepta les propostes dels investigadors de tot el món.
|  |  |  |